# Amphitretidae
Amphitretidae је породица главоножаца са само једним родом Amphitretus, коме припадају две врсте. Најпре се мислило да породици припада само једна врста, све док O'Shea (1999) није показао да су две врсте ван Новог Зеланда, иако је Nesis (1982/87) препознао као две подврсте.

## Карактеристике
Ово су прозрачни, скоро безбојни октоподи желатинозног изгледа и мале величине. На проксималном делу пипака носе један ред пијавки, али на дисталном, слободном делу су пијавке поређане у два реда. Плашт је спојен са задњим крајем левка, стварајући три отвора који воде до плаштане дупље. Један је отвор левка, а друга два су постављена латерално у односу на њега. Очи су на дорзалној страни, цевастог облика (и само код њих је такав облик познат) са базама које су у контакту, али се оптичке осе разилазе за 70°. Желудац је наизглед испод дигестивне жлезде, али заправо лежи на њеној дорзалној површини. Трећа права рука је хектокотилизована. Судећи по морфологији, младунци обитавају у пелагијалу и то при површини мора током дана. Мало је познато о филогенији и животу ових октопода.